# Diego (ur. 1995)
Diego Jara Rodrigues (ur. 21 września 1995) – brazylijski piłkarz występujący na pozycji obrońcy. Od 2023 roku zawodnik Kashiwy Reysol.

## Życiorys
Na początku seniorskiej kariery grał w Morrinhos FC, União São João EC i CA Metropolitano. W 2015 roku został zawodnikiem Joinville EC. W barwach tego klubu rozegrał 25 meczów w Campeonato Brasileiro Série A, debiutując 14 czerwca 2015 roku w przegranym 1:2 meczu ze Sportem Recife. W 2015 roku spadł z klubem do Série B. Z Joinville był wypożyczany do klubów japońskich: Matsumoto Yamaga FC i Mito HollyHock. W 2019 roku podpisał kontrakt z Tokushimą Vortis. W 2020 roku awansował z tym klubem do J1 League. W najwyższej japońskiej klasie rozgrywkowej zadebiutował 10 marca 2021 roku w przegranym 0:2 spotkaniu z Kawasaki Frontale. W 2022 roku był zawodnikiem Sagana Tosu. W 2023 roku podpisał kontrakt z Kashiwą Reysol.

## Statystyki ligowe
| Sezon | Klub                | Liga                          | Mecze | Gole |
| ----- | ------------------- | ----------------------------- | ----- | ---- |
| 2015  | Joinville EC        | Campeonato Brasileiro Série A | 25    | 0    |
| 2016  | Joinville EC        | Campeonato Brasileiro Série B | 17    | 0    |
| 2017  | Matsumoto Yamaga FC | J2 League                     | 4     | 0    |
| 2018  | Mito HollyHock      | J2 League                     | 34    | 1    |
| 2020  | Tokushima Vortis    | J2 League                     | 15    | 1    |
| 2021  | Tokushima Vortis    | J1 League                     | 33    | 0    |
| 2022  | Sagan Tosu          | J1 League                     | 32    | 2    |